# 岩棺
岩棺，指的是於大型岩塊上雕鑿出長方形凹槽的巨石遺留，主要分布於臺灣東部，是巨石文化的代表性遺留之一。
根據類型可以分為可移動式與不可移動式的兩種，可移動式指以單一大形岩塊雕鑿而成；不可移動式則多直接雕鑿於岩盤上。部分可移動式岩棺外圍可見有方形或條形的突起，絕大多數的岩棺其雕鑿成的凹槽大多具有貫穿至岩塊外的穿孔。目前發現岩棺的遺址包含花蓮縣新社遺址、宮下遺址、豐濱遺址、太巴塱遺址；臺東縣長光遺址、奇崙山遺址、加走灣遺址、白守蓮遺址、麒麟遺址、八邊遺址、和平遺址、都蘭遺址等。
岩棺雖有「棺」名，然而主要係以其形制直觀稱之，其功能尚未明確，其一是迄今仍未在岩棺內發現任何人骨遺留或者陪葬品等與葬儀相關遺留；除了作為棺使用，另有針對其凹槽內的穿孔推測，可能是作為儲水蓄水使用，其穿孔則作為排水使用；然大多數皆認為其與儀式或者祭祀行為相關。而晚近也發現阿美族針對岩棺有再利用的情形，例如將岩棺敲打下碎片進行祈雨儀式。